# Saint-Denis-des-Puits
Saint-Denis-des-Puits is een gemeente in het Franse departement Eure-et-Loir (regio Centre-Val de Loire) en telt 116 inwoners (1999). De plaats maakt deel uit van het arrondissement Chartres.

## Geografie
De oppervlakte van Saint-Denis-des-Puits bedraagt 13,5 km², de bevolkingsdichtheid is 8,6 inwoners per km².
De onderstaande kaart toont de ligging van Saint-Denis-des-Puits met de belangrijkste infrastructuur en aangrenzende gemeenten.

## Demografie
Onderstaande figuur toont het verloop van het inwonertal (bron: INSEE-tellingen).